# Корніш (Юта)
Корніш (англ. Cornish) — місто (англ. town) в США, в окрузі Кеш штату Юта. Населення — 274 особи (2020).

## Географія
Корніш розташований за координатами 41°58′2″ пн. ш. 111°57′31″ зх. д. / 41.96722° пн. ш. 111.95861° зх. д. (41.967158, -111.958734).  За даними Бюро перепису населення США в 2010 році місто мало площу 12,62 км², з яких 12,61 км² — суходіл та 0,01 км² — водойми. В 2017 році площа становила 13,96 км², з яких 13,95 км² — суходіл та 0,01 км² — водойми.

## Демографія
Згідно з переписом 2010 року, у місті мешкало 288 осіб у 83 домогосподарствах у складі 69 родин. Густота населення становила 23 особи/км².  Було 88 помешкань (7/км²).
Расовий склад населення:
| - 88,9 % — білих - 0,3 % — корінних американців - 0,3 % — азіатів - 9,0 % — осіб інших рас |

До двох чи більше рас належало 1,4 %. Частка іспаномовних становила 12,2 % від усіх жителів.
За віковим діапазоном населення розподілялося таким чином: 39,2 % — особи молодші 18 років, 52,8 % — особи у віці 18—64 років, 8,0 % — особи у віці 65 років та старші. Медіана віку мешканця становила 27,0 року. На 100 осіб жіночої статі у місті припадало 114,9 чоловіків;  на 100 жінок у віці від 18 років та старших — 118,8 чоловіків також старших 18 років.
Середній дохід на одне домашнє господарство  становив 52 513 долари США (медіана — 31 591), а середній дохід на одну сім'ю — 57 017 доларів (медіана — 32 500). За межею бідності перебувало 35,1 % осіб, у тому числі 20,8 % дітей у віці до 18 років та 0,0 % осіб у віці 65 років та старших.
Цивільне працевлаштоване населення становило 156 осіб. Основні галузі зайнятості: сільське господарство, лісництво, риболовля — 32,1 %, виробництво — 25,0 %, освіта, охорона здоров'я та соціальна допомога — 14,1 %, роздрібна торгівля — 7,7 %.